# Robert Taft
Pour les articles homonymes, voir Taft.
Robert Alphonso Taft, né le 8 septembre 1889 à Cincinnati et mort le 31 juillet 1953 à New York, est un homme politique américain, membre du Parti républicain, notamment sénateur de l'Ohio au Congrès des États-Unis de 1939 à 1953 et candidat aux primaires présidentielles républicaines en 1940, 1948 et 1952.

## Famille
Robert Taft est le petit-fils de l'Attorney General et secrétaire à la guerre, Alphonso Taft, et le fils de William Howard Taft, vingt-septième président des États-Unis de 1909 à 1913. 
Il passa quatre ans aux Philippines pendant son enfance alors que son père y était gouverneur. Diplômé en droit de l'université Yale et de l'université Harvard, il commence une carrière d'avocat à Cincinnati en Ohio. 
Le 17 octobre 1914, Robert Taft épousa Martha Wheaton Bowers avec laquelle il eut quatre enfants dont Robert Taft Jr. (1917-1993), futur sénateur, Horace Dwight Taft, futur professeur de physique à Yale, et William Howard Taft III (1915-1991), futur ambassadeur américain. L'un de ses petits fils, Bob Taft, fut gouverneur de l'Ohio de 1999 à 2007.

## Vie politique
Réformé de l'armée à cause de sa mauvaise vue, Robert Taft rejoint en 1917 l'équipe juridique de la Food and Drug Administration où il fait la connaissance d'Herbert Hoover. 
En 1918 et 1919, Robert Taft est à Paris comme conseiller juridique de l'administration chargé de la distribution de nourriture dans l'Europe d'après guerre. C'est à cette époque qu'il devient un inlassable détracteur de la bureaucratie dont il dénonce les lenteurs et les carences au détriment des droits individuels des citoyens. Il s'oppose ainsi à la SDN et aux hommes politiques européens dans lesquels il n'a aucune confiance. Il soutient par contre l'idée d'une Cour internationale de justice. 
En 1919, de retour en Ohio, Taft ouvre un cabinet juridique avec son frère, Charles Phelps Taft II. L'année suivante, il est élu à la Chambre des représentants de l'Ohio dont il devient le président en 1926. 
En 1930, il est élu au Sénat de l'Ohio mais est battu en 1932, candidat à sa réélection. Il est à l'époque considéré comme un progressiste qui a réformé les lois fiscales de l'État, s'est opposé au Ku Klux Klan et à la prohibition.

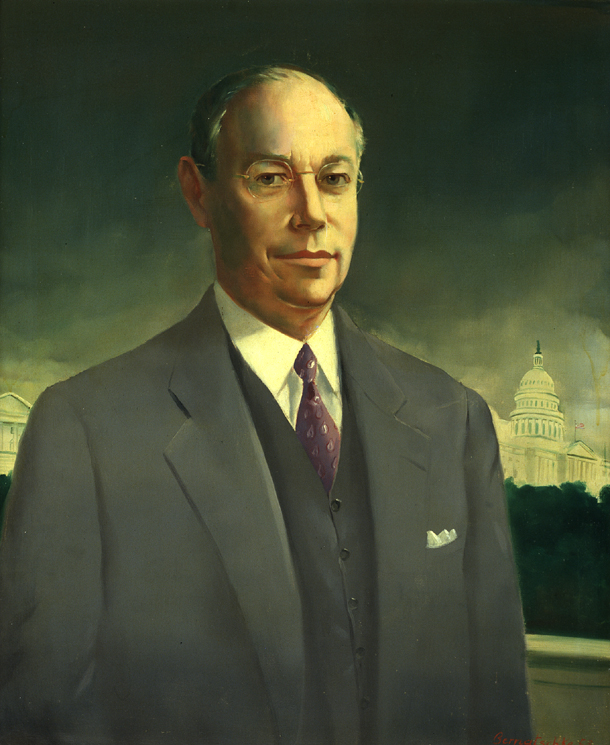
Portrait de Robert Taft au Congrès.

En 1938, Taft est élu au Sénat des États-Unis. Il tisse des alliances avec les démocrates du sud pour bâtir une coalition conservatrice opposée au New Deal du président Franklin Delano Roosevelt. Il perçoit le New Deal comme une idéologie socialiste, favorisant la bureaucratie et les déficits et entreprend de tenter de réduire de nouveau l'intervention de l'état dans l'économie. Son programme conservateur s'en prend aussi à la sécurité sociale, préconise une défense nationale forte mais s'oppose à la conscription tout en préconisant la non-intervention dans les conflits européens, notamment durant les années 1939, 1940 et 1941. Après Pearl Harbor, il prend position en faveur de la déclaration de guerre au Japon. Taft est réélu en 1944 et 1950 en étant devenu le symbole des paléoconservateurs du Parti républicain. 
En 1940, il se présente aux primaires républicaines pour l'élection présidentielle mais est battu par le charismatique et modéré Wendell Willkie.

### Condamnation du procès de Nuremberg
Taft condamna le procès de Nuremberg comme justice du vainqueur rétroactive, dans laquelle les gens qui avaient gagné la guerre étaient procureurs, juges et victimes présumées à la fois. Selon Taft, ce procès serait une violation des principes les plus élémentaires de la justice américaine et des normes judiciaires internationales, en faveur d'une version politisée de la justice, dans laquelle la procédure servirait d'excuse pour exercer une vengeance à l'encontre des vaincus. Son opposition au procès fut fortement critiquée par les républicains comme par les démocrates, et elle est parfois avancée comme étant la principale raison de son échec à obtenir la nomination républicaine pour l'élection présidentielle. D'autres observateurs, comme le sénateur démocrate John F. Kennedy dans son livre à succès Profiles in Courage, applaudirent Taft pour sa position de principe, malgré la rivalité bipartisane.

### Fin de carrière élective et mort
En 1946, le Congrès bascule du côté républicain et Taft prend la présidence de la commission sénatoriale sur le travail. Il est le coauteur de la loi Taft-Hartley, passée outre un veto présidentiel, qui demeure en 2006 la base des relations sociales entre employeurs et salariés, notamment vis-à-vis du droit de grève et de blocus. 
En politique étrangère, Taft reprit ses positions isolationnistes, y compris face au danger communiste représenté par l'URSS de Joseph Staline dont il déclare ignorer la menace. Pour lui, le réel danger reste l'État omnipotent, bureaucrate, dépensier et interventionniste. Il soutint cependant la doctrine Truman, approuvant avec réserve le plan Marshall. Il s'oppose à la formation de l'OTAN qu'il considère comme inutilement provocatrice et condamne l'engagement des États-Unis dans la guerre de Corée. 
En 1948, Taft tente encore d'obtenir l'investiture des républicains à l'élection présidentielle mais le gouverneur Thomas Dewey lui est préféré. Il est de nouveau candidat en 1952 mais doit s'effacer devant Dwight D. Eisenhower. 
En 1953, Taft devient le chef de la majorité républicaine au Sénat. En avril, on lui diagnostique un cancer et il décède le 31 juillet 1953.
Il est enterré au cimetière épiscopalien de la colline des indiens à Cincinnati.
En 1957, une commission sénatoriale dirigée par John Fitzgerald Kennedy le sélectionne comme l'un des cinq sénateurs ayant l'honneur d'avoir leur portrait accroché dans la salle présidentielle du Sénat.

## Mémorial
Un mémorial dédié à Robert A. Taft est situé près du building du Capitole à Washington, D.C.. En 1959, le Sénat le distingua comme l'un des cinq plus grands sénateurs de l'histoire américaine. 